# مخزن تحت فشار رآکتور

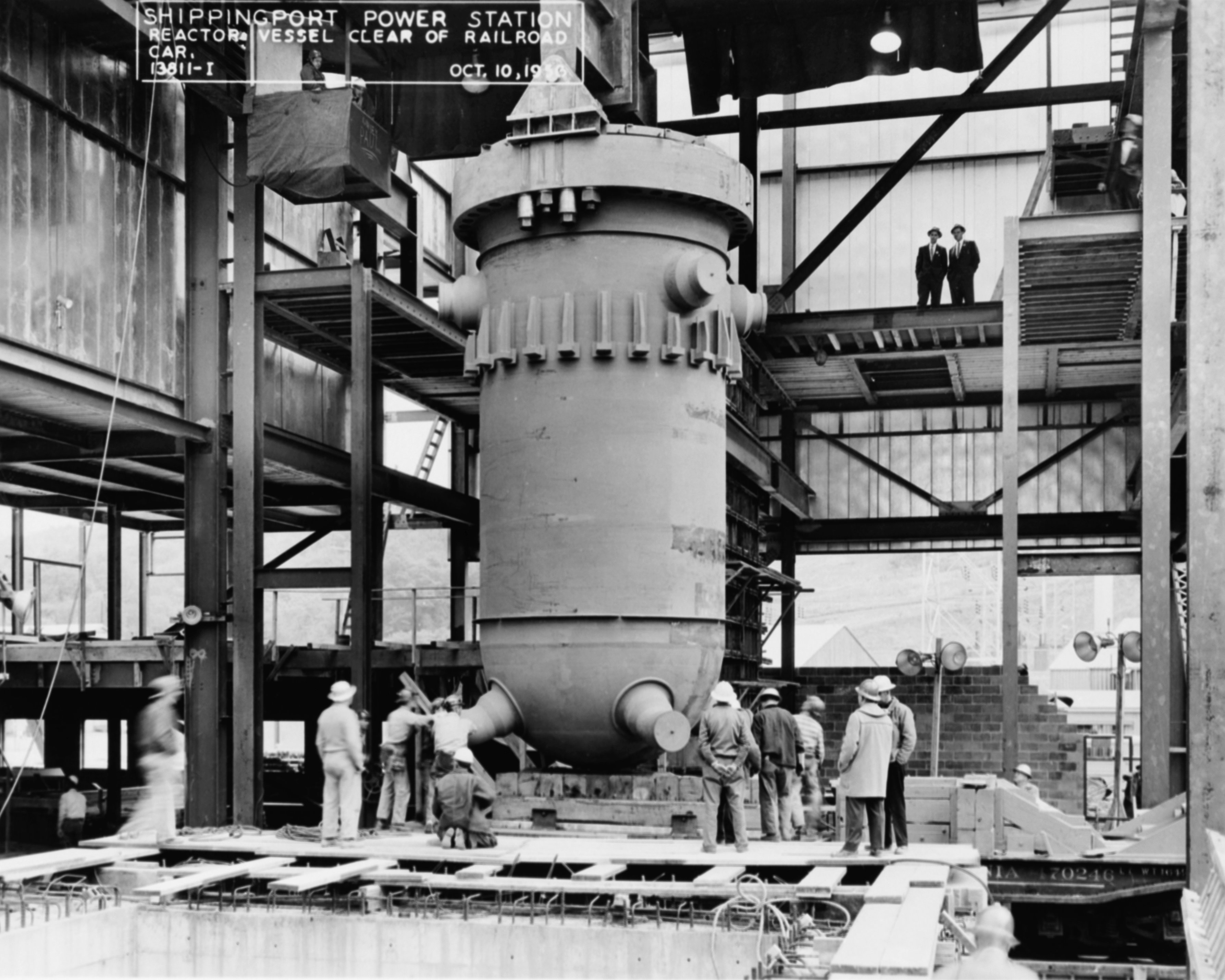
نمونه‌ای از یک مخزن تحت فشار رآکتور در آمریکا. عکس متعلق به سال ۱۹۵۶ است.

مخزن تحت فشار رآکتور (به انگلیسی: Reactor pressure vessel) گونه‌ای از مخازن فشرده است که در نیروگاه‌های هسته‌ای برای قرار دادن قلب رآکتور هسته‌ای، پوشش هسته و سرد کننده، از آن استفاده می‌شود.